# Faryny
Faryny (niem. Farienen) – wieś w Polsce, położona w województwie warmińsko-mazurskim, w powiecie szczycieńskim, w gminie Rozogi.
W latach 1954–1957 wieś należała i była siedzibą władz gromady Faryny, po jej zniesieniu w gromadzie Rozogi. W latach 1975–1998 miejscowość należała administracyjnie do województwa ostrołęckiego.
Miejscowość jest ulicówką o czytelnym pierwotnym układzie przestrzennym, z zachowaną bez większych zmian rozciągniętą po obu stronach starej brukowanej drogi historyczną drewnianą i murowaną zabudową z 2. połowy XIX i 1. połowy XX wieku. Na skraju miejscowości znajduje się budynek szkoły z 1925 r. zbudowany z ciemnoczerwonej cegły, na kamiennym fundamencie, z geometryzowanymi szczytami. W Farynach znajduje się m.in. pensjonat, ulokowany w zaadaptowanych budynkach siedliska (zagroda nr 72). Na skraju miejscowości znajduje się dawny cmentarz ewangelicki, założony w drugiej połowie XVII wieku.

## Nazwa
Dawna nazwa miejscowości to Farinnen.
12 listopada 1946 r. nadano miejscowości polską nazwę Faryny.

## Historia
Miejscowość Farienen została założona w ramach osadnictwa szkatułowego i lokowana na 60 włókach lasu 30 stycznia 1662 roku, na mocy przywileju dla 2 zasadźców Woitka Marczinzecka i Paula Lasersa ze Starych Kiełbonek (wówczas Kelbonken) z 38 osadnikami. Miejscowość założono na planie ulicówki. Obaj zasadźcy wspólnie pełnili urząd sołtysa.
W Farynach istniała karczma. Na przełomie XVII i XVIII w. jej właścicielem był Casper Bieber. Murowaną szkołę zbudowano w 1927 roku. Bibliotekę w Farynach z polskojęzycznymi książkami prowadził w latach 1920–1933 rolnik Jan Biały. Był on gromadkarzem, działaczem mazurskim, podczas plebiscytu odbywały się u niego spotkania prowadzone przez propolskich księży i kaznodziei.
W 1938 r. mieszkało w Farynach 857 osób, z tego 448 (ok. 52,3%) zajmowało się rolnictwem, 232 (ok. 27,1%) rzemiosłem, a 40 (ok. 4,7%) handlem i usługami. Obecnie (stan na 31 grudnia 2007 roku) w miejscowości mieszka 385 osób.